# Маріо Тестіно
Ма́ріо Тесті́но (ісп. Mario Testino; (нар. 30 жовтня 1954, Ліма) — британський фотограф перуанського походження. Один із найвідоміших фотографів світу.
Навчався у Католицькому університеті Перу і в Університеті  Сан-Дієго. З 1976 року живе в Лондоні. Багато працював для журналів Vogue, Vanity Fair, знімав найвідоміших людей світу, зокрема,  принцесу Діану,  співачку Мадонну.

## Альбоми
- Any Objections?, Phaidon Inc Ltd, 1998. ISBN 0-7148-3816-0
- Front Row Back Stage, Bulfinch Press, 1999. ISBN 0-8212-2632-0
- Alive Bulfinch Press, 2001. ISBN 0-8212-2736-X
- Mario Testino: Portraits, Bulfinch Press, 2002. ISBN 0-8212-2761-0
- Kids, Scriptum Editions, 2003. ISBN 1-902686-34-9
- Visionaire No. 46: Uncensored, Visionaire Publishing, 2005. ISBN 1-888645-54-7
- Let Me In, Taschen, 2007. ISBN 978-3-8228-4416-8
- Lima, Peru, Damiani, 2007. ISBN 8-88943192-X